# Valutazione del rischio per la salute e la sicurezza nei luoghi di lavoro

Esempio di matrice del rischio (adottata dalla Federal Aviation Administration del Dipartimento dei trasporti degli Stati Uniti).

La valutazione del rischio per la salute e la sicurezza, nell'ambito della salute e sicurezza sul lavoro, è uno strumento importante che permette al datore di lavoro di individuare le misure di prevenzione e protezione e di pianificarne l'attuazione, il miglioramento ed il controllo al fine di verificarne l'efficacia e l'efficienza. In tale contesto si potranno confermare le misure di sicurezza già in atto o apportare delle modifiche al fine di migliorarle in relazione alle innovazioni di carattere tecnico e/o organizzativo introdotte in materia di sicurezza.
La valutazione dei rischi per la salute e la sicurezza assume un'importanza fondamentale tra le misure generali di tutela, costituendo il presupposto dell'intero sistema di prevenzione.
La finalità principale della valutazione del rischio è quella di determinare se le misure di prevenzione adottate siano adeguate o meno, in modo tale da controllare i rischi prima che si verifichi il danno. Al fine di ottenere una completa valutazione del rischio è necessario utilizzare un approccio partecipativo, vale a dire coinvolgere il personale nel rilevare e comprendere le problematiche presenti nell'ambiente di lavoro e poter poi attuare delle migliorie a livello di sicurezza e salute per il lavoratore e la struttura lavorativa interessata.

## Tipologia del rischio
L'obiettivo principale della valutazione del rischio è quello di prevenire due tipi di rischio:
- Rischio infortunistico: rischio di incorrere in un danno che ha cause da ricercarsi all'interno del luogo di lavoro e che si manifesta nell'immediato o comunque entro l'orario di lavoro stesso;
- Rischio igienistico: rischio di incorrere in un danno dovuto ad un'esposizione prolungata e a livelli elevati ad un agente chimico, fisico, biologico che causa danni che si manifestano a distanza di tempo.

## Fasi della valutazione del rischio
Nella valutazione del rischio sono coinvolte varie fasi che richiedono il contributo di discipline differenti. La valutazione deve inoltre tenere conto del tipo di ambiente di lavoro, dei processi che intervengono al suo interno e della loro complessità. Tuttavia, si può riassumere il processo di valutazione del rischio nei seguenti passaggi:
- Individuazione delle sorgenti di pericolo: è finalizzata ad individuare gli elementi in grado di causare un effetto avverso (mediante monitoraggio ambientale e/o biologico e sorveglianza sanitaria), definendone la dose-risposta e valutando la possibilità di esposizione. In pratica si procede alla "caratterizzazione del rischio", ovvero si considera la dose di esposizione e la sua correlazione con il tipo, severità e prevalenza dell'effetto avverso nella popolazione in oggetto. Poiché diversi fattori possono influenzare la quantità di contaminante ricevuta e viene prodotta una distribuzione dello spettro dei possibili valori. Particolare cura viene data alla determinazione dell'esposizione dei lavoratori suscettibili.
- Individuazione dei soggetti esposti: mira ad identificare i soggetti che potranno essere esposti ad un particolare pericolo, tenendo conto delle differenze di sesso, età, etnia, ecc.; in questo modo si caratterizza il personale permettendo di individuare coloro che possiedono le caratteristiche fisiche-psicologiche adatte (mediante visita medica).
- Stabilire la priorità dei rischi: i risultati delle due fasi vengono poi combinati per produrre una stima del rischio. In questo modo si è in grado di stilare una graduatoria di priorità in base alla quale deve essere stabilito l'ordine degli interventi correttivi da mettere in atto.
- Scelta degli interventi: in base alle priorità stabilite in precedenza, alle informazioni che si possono acquisire dalle esperienze passate o dalla letteratura e alle informazioni relative al luogo oggetto della valutazione, si scelgono degli interventi che devono essere efficaci, efficienti e adatti al contesto in cui devono essere applicati, facendo anche una valutazione costi-benefici. Da notare che si devono preferire interventi alla fonte del pericolo, alle misure collettive (ad esempio dispositivi di protezione collettiva), che comunque sono preferibili alle misure individuali (ad esempio dispositivi di protezione individuale).
- Attuare le misure di controllo sugli interventi: una volta messi in pratica gli interventi, deve essere controllata periodicamente la loro effettiva funzionalità, con controlli statistici, ambientali, biologici. Il controllo è migliore se programmato e descritto minuziosamente così da poter verificare successivamente eventuali modifiche.
- Valutare l'efficacia dell'intervento: una volta acquisiti i dati relativi ai controlli sugli interventi, è necessario discutere della loro efficacia ed efficienza così da poter prendere in considerazione eventuali miglioramenti o altri accorgimenti da prendere. Nel caso di cambiamenti interni, è necessario valutare se gli interventi che erano stati attuati inizialmente siano ancora efficaci con le nuove modifiche.

### Programmazione o messa in atto delle misure di prevenzione
In merito alla programmazione degli interventi, le conclusioni desunte dall'identificazione dei fattori di rischio e dei lavoratori esposti, dell'entità dell'esposizione, della probabilità con cui possono verificarsi effetti dannosi e dell'entità delle possibili conseguenze, devono orientare le azioni conseguenti alla valutazione stessa. Un esempio di tale processo decisionale è riportato nella tabella seguente.
Azioni conseguenti alle conclusioni possibili riguardo ai rischi
| Conclusioni | Azioni |
| I rischi sono insignificanti ora e non è ragionevolmente prevedibile che aumentino in futuro.                                                                                                | Terminare ora le valutazioni. Non sono necessarie ulteriori misure. |
| I rischi sono sotto controllo ad un livello accettabile per es. conformemente alle norme della Comunità o a quelle nazionali.                                                                | È possibile apportare miglioramenti alla protezione. Terminare le valutazioni. Il mantenimento del rispetto delle norme compete ai sistemi di prevenzione del datore di lavoro. |
| I rischi sono ora sotto controllo ma è legittimo pensare che aumenteranno in futuro, oppure i sistemi di controllo esistenti hanno la tendenza a funzionare male o ad essere male impiegati. | Stabilire le precauzioni per migliorare la protezione; mantenere, eliminare, controllare e minimizzare le possibilità di esposizioni maggiori. Determinare misure aggiuntive per riprendere il controllo in caso si verifichi una situazione ad alto rischio, malgrado le precauzioni. |
| Vi sono rischi possibili ma non vi sono prove che causino malattie o ferite. | Paragonare le misure esistenti alle norme di buona prassi. Se il paragone è negativo determinare cosa è stato fatto per migliorare le misure di prevenzione e di protezione. |
| I rischi sono adeguatamente controllati ma non sono rispettati i principi generali stabiliti all'art. 15 del d. lgs. 81/08.                                                                  | Eliminare i rischi o modificare il regime di controllo in modo da conformarsi ai principi stabiliti, basandosi sulla buona prassi come guida. |
| Vi sono rischi elevati e non adeguatamente controllati. | Identificare e porre in atto misure provvisorie immediate per prevenire e controllare l'esposizione ai rischi (esaminare l'eventualità di bloccare il ciclo produttivo). Valutare le esigenze a lungo termine.                                                                         |
| Non vi sono prove che esistano o meno rischi. | Continuare a cercare altre informazioni a seconda della necessità finché è possibile giungere a una delle conclusioni di cui sopra. Nel frattempo applicare i principi di sicurezza professionale per minimizzare l'esposizione.                                                       |

La valutazione delle misure di prevenzione e protezione non dovrà trascurare la verifica di idoneità e di efficacia di quelle già in essere e, progressivamente, di quelle via via adottate. Il piano di attuazione dovrà contemplare i tempi previsti per la realizzazione degli interventi, la verifica della loro effettiva messa in atto, la verifica della loro efficacia, la revisione periodica in merito ad eventuali variazioni intercorse nel ciclo produttivo o nell'organizzazione del lavoro che possano compromettere o impedire la validità delle azioni intraprese.

## Normativa europea
Il datore di lavoro deve valutare, nella scelta delle attrezzature di lavoro, delle sostanze e dei preparati chimici impiegati, nonché nella sistemazione dei luoghi di lavoro, i rischi per la sicurezza e la salute dei lavoratori, compresi quelli riguardanti i gruppi dei lavoratori esposti a rischi particolari.
La valutazione del rischio deve dunque riguardare tutti i rischi, secondo le modifiche introdotte dalla Comunità europea e deve di conseguenza tradursi in un documento (chiamato in Italia documento di valutazione dei rischi o DVR) contenente almeno:
1. una relazione sulla valutazione dei rischi per la sicurezza e la salute durante il lavoro, nella quale sono specificati i criteri adottati per la valutazione stessa;
2. l'individuazione delle misure di protezione e prevenzione e dei dispositivi di protezione individuale;
3. il programma delle misure ritenute opportune per garantire il miglioramento nel tempo dei livelli di sicurezza.

Attraverso la valutazione del rischio si possono delineare gli interventi necessari per eliminare o/e ridurre al minimo il possibile potenziale di danno (prevenzione attiva e passiva e protezione dei lavoratori).
Nel caso specifico della normativa italiana, seguendo le linee di lavoro suggerite dal D.Lgs. 81/2008 sono possibili le seguenti azioni (la cui possibile efficacia può essere confrontata attraverso la gerarchia dei controlli del rischio):
- eliminazione del pericolo;
- modificazione delle circostanze e delle cause che determinano le situazioni di pericolo che non possono essere eliminate al fine di poterle controllare e poter prevenire il potenziale di rischio;
- eliminazione del danno e/o sua riduzione a bassi valori di gravità.

### Misure di prevenzione
Una volta individuato un determinato pericolo e i relativi rischi connessi, bisogna individuare tutte le misure necessarie atte a prevenire il verificarsi di un determinato evento e/o modificarne le cause. Esse possono suddividersi in misure di prevenzione tecnologica (attrezzature, protezioni collettive) e misure di prevenzione organizzativa (informazione e formazione dei lavoratori, redazione di documentazione).
Nelle misure di prevenzione bisogna inoltre considerare la presenza di differenti organizzazioni lavorative all'interno di un medesimo ambiente di lavoro.

### Misure di prevenzione per singolo lavoratore
Attuare misure di prevenzione al fine di ridurre la possibilità di danno subito dal singolo lavoratore attraverso specifiche misure di protezione individuali necessarie.

### Misure di verifica
Consistono in azioni preventive, effettuate secondo tecniche di safety audit, ovvero programmazione ed esecuzione di verifiche sistematiche del sistema di gestione adottato per verificare le conformità a norma di legge. Vi è una “non conformità” quando vi è uno scostamento del sistema rispetto ai requisiti fissati dalle norme sulla sicurezza.
Passi fondamentali per redigere una valutazione del rischio sono:
- individuare tutti i pericoli;
- stimare il rischio di ciascun pericolo e la probabilità e gravità del danno potenziale.

### Normativa italiana

#### Definizioni tratte dal D.Lgs. 81/2008
- Valutazione dei rischi: valutazione globale e documentata di tutti i rischi per la salute e sicurezza dei lavoratori presenti nell'ambito dell'organizzazione in cui essi prestano la propria attività, finalizzata ad individuare le adeguate misure di prevenzione e di protezione e ad elaborare il programma delle misure atte a garantire il miglioramento nel tempo dei livelli di salute e sicurezza;
- Pericolo: proprietà o qualità intrinseca di un determinato fattore avente il potenziale di causare danni;
- Rischio: probabilità di raggiungimento del livello potenziale di danno nelle condizioni di impiego o di esposizione ad un determinato fattore o agente oppure alla loro combinazione.

#### Criteri generali di valutazione
Relativamente alla concreta attuazione di quanto disposto dal decreto legislativo 81/2008 in merito alla valutazione dei rischi, tenuto conto dell'orientamento della stessa a fini di programmazione di interventi di prevenzione, possono essere sinteticamente proposti i seguenti criteri (successivamente ripresi ed approfonditi):
a) Attuazione di una fase preliminare: procedere all'identificazione dei centri/fonti di pericolo sulla base dell'analisi del processo produttivo e dell'organizzazione del lavoro, nonché di tutta la documentazione e le informazioni disponibili ed utili.
b) Orientamenti operativi:
- se nella conduzione della valutazione viene individuato un pericolo per la salute o la sicurezza, la cui esistenza appare certa e fonte di possibile danno ai lavoratori, che sia riferibile o meno ad una mancata messa in atto di quanto previsto dalla normativa esistente, le misure di tutela eventualmente individuabili possono opportunamente essere attuate o programmate senza acquisire ulteriori elementi valutativi, se non quelli strettamente necessari alla definizione della priorità da assumersi per gli interventi stessi;
- se un possibile pericolo, connesso all'attività lavorativa in esame, è stato in precedenza valutato con esito favorevole (rischio assente o molto limitato) ovvero il pericolo stesso è stato ridotto o eliminato con l'adozione di opportune misure (può essere il caso della valutazione dell'esposizione dei lavoratori a piombo, amianto e rumore[senza fonte][non chiaro]), la valutazione dei rischi può limitarsi a una presa d'atto di tali risultanze, previa verifica della loro attualità;
- al contrario, là dove l'esistenza di un pericolo risulti dubbia, o incerta la definizione delle possibili conseguenze, o complessa l'individuazione delle appropriate misure di prevenzione, appare opportuno condurre una valutazione dei rischi che si articoli in un percorso logico e procedurale più completo ed approfondito.

##### Fasi preliminari
Al fine di una sua corretta collocazione temporale e maggiore rappresentatività delle reali condizioni di lavoro, la valutazione va fatta precedere da un'attenta ricognizione circa le caratteristiche dell'attività lavorativa (produzione di beni o di servizi, in serie, discontinua, su ordinazione, produzione conto terzi, ecc.) e relativa variabilità delle lavorazioni in relazione al variare della produzione. Con particolare riferimento all'esistenza di attività di servizio alla produzione (pulizia, manutenzione, ecc.) o occasionali (guasti, riattivazione di impianti, ecc.); non deve essere trascurata la considerazione di prestazioni eventualmente erogate dai lavoratori all'esterno dell'abituale luogo di lavoro (montaggi, riparazioni, ecc.) e la possibilità di presenza sul luogo di lavoro di dipendenti di altre aziende o di utenti. Deve essere scelta la sequenza logica che il valutatore riterrà più opportuno adottare nell'analisi dei pericoli e dei rischi:
- sequenza ordinata delle lavorazioni nel ciclo produttivo
- compiti assegnati ai lavoratori
- ambienti di lavoro
- aggregati in base al linguaggio aziendale ("reparti", "linee", "uffici", ecc.), avendo cura di esplicitare la scelta fatta e attenersi ad essa in modo coerente.

Un'ulteriore fase preliminare da non trascurare è l'acquisizione e l'organizzazione di tutte le informazioni e le conoscenze già disponibili su elementi utili a connotare i fattori di rischio e/o gli eventuali danni riferibili al lavoro.
Informazioni o fonti informative possibilmente presenti in azienda possono essere ad esempio:
La valutazione deve riguardare i rischi derivanti dall'attività lavorativa e che risultino ragionevolmente prevedibili: vanno quindi conciliate le contrapposte esigenze di "esaustività" della valutazione e della identificazione dei principali problemi di prevenzione, peculiari della specifica attività produttiva, su cui concentrare l'analisi.
In una prima fase pare ragionevole che il datore di lavoro programmi (indicando tale programma nel documento, ove previsto) una successiva fase di valutazione dei rischi che ad un primo esame appaiono meno prevedibili e comunque tali da provocare lievi conseguenze. Gli orientamenti comunitari indicano, a tale proposito, l'utilità di operare il seguente procedimento: "valutazione complessiva per separare i rischi in due categorie: quelli ben noti per i quali si identificano prontamente le misure di controllo [...] e rischi per i quali è necessario un esame più attento e dettagliato. Questa fase può comportarne altre se si deve applicare un sistema più sofisticato di valutazione dei rischi a situazioni effettivamente complesse."
L'articolo 17 del d. lgs. 81/08 impone al datore di lavoro di redigere il documento valutazione rischi, necessario per ottenere il "quadro della situazione" in azienda, con l'ausilio del responsabile del servizio prevenzione e protezione e del medico, previa consultazione del rappresentante dei lavoratori per la sicurezza (RLS/RLST).
L'identificazione dei fattori di rischio sarà guidata dalle conoscenze disponibili su norme di legge e standard tecnici, dai dati desunti dall'esperienza e dalle informazioni raccolte, dai contributi apportati da quanti, a diverso titolo, concorrono all'effettuazione della stessa valutazione:
- responsabile del servizio di prevenzione e protezione
- rappresentante dei lavoratori per la sicurezza
- medico competente
- altre figure che possono essere utilmente consultate nel merito (lavoratori, preposti, dirigenti ecc.).

Questo procedimento consentirà di identificare i pericoli non soltanto in base ai principi generalmente noti, ma anche all'esistenza di fattori di rischio peculiari delle condizioni in cui ha luogo l'attività lavorativa. Si avrà cura di controllare l'influenza che su tale identificazione può esercitare la percezione soggettiva del rischio, che talvolta può portare a sottostimare o sovrastimare un pericolo sulla base dell'abitudine al rischio o dell'eccessiva fiducia concessa alle impressioni sensoriali.
Laddove esistano posti di lavoro e/o lavorazioni omogenee nella stessa unità produttiva o in unità produttive del medesimo comparto, è possibile definire in modo unitario un elenco orientativo dei fattori di rischio da considerare, fermo restando che per ogni contesto considerato andranno verificate le eventuali differenze significative, le quali peraltro possono condurre all'attivazione di conseguenti diversificate e specifiche misure di tutela. Eventuali scelte di questo tipo dovranno essere indicate nel documento tra i criteri adottati nella conduzione della valutazione.

##### Identificazione dei lavoratori esposti
In relazione alle situazioni pericolose messe in luce dalla prima fase della valutazione, si evidenzierà il numero dei lavoratori che è possibilmente esposto ai fattori di rischio, individualmente o come gruppo omogeneo. È opportuno che i lavoratori esposti siano identificati nominalmente, sia in funzione dell'eventuale segnalazione al medico competente per gli adempimenti in merito alla sorveglianza sanitaria, sia per la programmazione dei successivi interventi di informazione/formazione. L'identificazione dei lavoratori esposti non potrà prescindere dalla rilevazione delle effettive modalità di lavoro; a tale fine si richiama l'esigenza di avvalersi di modalità partecipative nella raccolta delle informazioni in merito. A questo proposito giova ricordare che l'utilizzo di liste di controllo, se pur di utilità al Responsabile del servizio di prevenzione e protezione aziendale, non può essere considerato come l'unico mezzo per la valutazione. Le liste di controllo, infatti:
- essendo "universali" possono rivelarsi talora eccessivamente dettagliate e talaltra generiche a seconda del comparto produttivo dell'azienda;
- se elaborate in altre nazioni non presentano utili richiami alla legislazione italiana;
- non sostituiscono la conoscenza e le informazioni pregiate di cui dispongono i lavoratori sulle specifiche condizioni di rischio.

##### Stima dell'entità delle esposizioni a pericoli
Una prima stima dell'entità delle esposizioni (misura semi-quantitativa) implica una valutazione della frequenza e della durata delle operazioni/lavorazioni che comportano rischi per la salute e la sicurezza dei lavoratori. Si può verificare, in talune situazioni, la necessità o l'opportunità di procedere a una stima più precisa delle esposizioni ai pericoli, tramite misure di igiene industriale o a criteri di valutazione più specifici e dettagliati nei casi in cui vi sia esposizione ad agenti chimico-fisici e/o qualora si siano verificati (o si possano prevedere) infortuni/incidenti gravi. Tale fase di approfondimento, può peraltro essere programmata per un tempo immediatamente successivo alla prima valutazione e alla prima adozione delle misure di prevenzione e di protezione individuate. Va sottolineato che l'art. 15 del D.Lgs 81/08 non fa riferimento esplicito, per l'effettuazione della valutazione, ad una valutazione dell'esposizione. Al contrario, la quantificazione dell'esposizione è esplicitamente citata a proposito di agenti cancerogeni, con particolare riferimento, però, alla verifica di efficacia delle misure adottate.
In prima approssimazione, si può affermare che il ricorso a misure di igiene industriale o comunque a criteri più specifici ed approfonditi di valutazione dell'esposizione trova un suo opportuno campo di applicazione quantomeno nei casi seguenti:
- nei casi in cui è esplicitamente previsto (cancerogeni, radiazioni ionizzanti, ecc.)
- nei casi di esposizione a sostanze dotate di elevata tossicità intrinseca e/o in grado di provocare anche in basse concentrazioni incidenti (atmosfere infiammabili/esplosive) o danni alla salute
- nella verifica di efficacia dei sistemi di prevenzione adottati
- se necessario ai fini della progettazione o realizzazione di idonei presidi di bonifica
- nel dirimere i casi dubbi o controversi
- qualora si siano verificati infortuni/incidenti gravi o con dinamiche ripetitive.

Inoltre valutazioni igienistico-ambientali, eventualmente corredate da misurazioni, sono raccomandate ogni qualvolta vengano modificate sostanzialmente linee di produzione in modo tale da poter prevedere una variazione dell'esposizione dei lavoratori a fattori di rischio chimico-fisici, al fine di progettare contestualmente le più idonee misure di prevenzione.

##### Stima della gravità e della probabilità degli effetti
Vanno considerate le dimensioni possibili del danno derivante da un determinato rischio, in termini di una gamma di conseguenze, quali:
- lesioni e/o disturbi lievi (rapidamente reversibili)
- lesioni o disturbi di modesta entità
- lesioni o patologie gravi
- incidente mortale

stimando nel contempo la probabilità di accadimento di danni (lesioni, disturbi, patologie); il livello di probabilità può essere espresso con giudizi di gravità in scala crescente. Può essere utile adottare semplici stimatori del rischio complessivo, che tengano contemporaneamente conto di probabilità e gravità degli effetti dannosi; l'adozione di simili criteri di classificazione può risultare utile al fine della programmazione degli interventi, seguendo una scala di priorità.
|                | danno/patologia lieve | danno/patologia modesta | danno/patologia grave |
| improbabile    | +                     | ++                      | +++                   |
| poco probabile | ++                    | +++                     | ++++                  |
| probabile      | +++                   | ++++                    | +++++                 |

L'incidente con rischio di conseguenze mortali, anche se improbabile, va considerato come priorità nella programmazione delle misure di prevenzione.

#### Ruoli e responsabilità
La valutazione del rischio, e quindi la successiva stesura del documento di valutazione dei rischi (DVR), è uno degli obblighi non delegabili del datore di lavoro. Alla sua redazione dovranno partecipare anche il responsabile del servizio di prevenzione e protezione (RSPP), il medico competente (nei casi previsti) e il rappresentante dei lavoratori per la sicurezza (RLS). Potranno collaborare anche figure professionali specifiche per la definizione dei rischi.
Le figure principali che compongono l'azienda e che devono avere un ruolo attivo e consapevole nell'attuazione della valutazione del rischio sono:
- Il datore di lavoro: esegue la valutazione del rischio, sceglie e acquista le misure di prevenzione e protezione e decide le misure organizzative e procedurali da adottare.
- Il dirigente: attua le direttive del datore di lavoro organizza le mansioni del personale e assieme al personale stesso sceglie e acquista le attrezzature per la prevenzione e protezione.
- Il preposto: è incaricato di sorvegliare i lavoratori affinché questi lavorino al meglio seguendo le norme di sicurezza stabilite.
- Il lavoratore: opera all'interno dell'azienda e ha il compito di rispettare tutte le norme di sicurezza, utilizzare e/o indossare gli appositi dispositivi di protezione e operare nel modo corretto.

#### Il documento di valutazione dei rischi
Il documento di valutazione dei rischi (DVR) è la relazione stesa a seguito della valutazione del rischio. Questo documento deve riguardare tutti i rischi per la sicurezza e la salute dei lavoratori, compresi quelli riguardanti gruppi di lavoratori esposti a rischi particolari come stress lavoro-correlato, lavoratrici in stato di gravidanza, nonché quelli connessi a differenze di genere, età, etnia e tipo contrattuale.
Il documento può presentarsi in formato cartaceo o informatico, ma deve sempre essere custodito all'interno dell'azienda (in caso di supporto informatico è necessario possedere anche l'applicazione per poter aver accesso al documento); il documento inoltre, per essere valido, deve essere munito di data certa o attestata dalla sottoscrizione, oltre che del datore di lavoro, anche del responsabile del servizio di prevenzione e protezione, del rappresentante dei lavoratori per la sicurezza e/o del rappresentante dei lavoratori per la sicurezza territoriale, e dal medico competente (ove nominato).
I contenuti obbligatori per la stesura di un DVR completo sono:
- la relazione sulla valutazione del rischio nell'ambiente di lavoro, facendo riferimento ai criteri utilizzati;
- un elenco delle misure di prevenzione e protezione utilizzati (misure collettive, misure organizzative, dispositivi di protezione individuale..);
- un programma di azioni di miglioramento sui sistemi di prevenzione e protezione per innalzare via via il livello di sicurezza;
- la descrizione delle procedure di attuazione dei sistemi di prevenzione e protezione e l'indicazione dei soggetti coinvolti in tali procedure, con definizione di incarichi specifici;
- indicazione del Responsabile del Servizio di Prevenzione e Protezione, del Responsabile dei Lavoratori e del Medico Competente;
- l'indicazione e la descrizione delle mansioni a rischio che richiedono un'idoneità professionale.

La valutazione dei rischi, e quindi la stesura del relativo documento, devono essere fatti entro novanta giorni dall'apertura di una nuova attività lavorativa; inoltre, ogni qualvolta intervenga una qualsiasi modifica all'interno del ciclo produttivo e/o nell'organizzazione aziendale, il DVR deve essere aggiornato e adeguato alla nuova realtà lavorativa.